# Roger Bacon
Roger Bacon (1214, Ilchester – 1294) byl významným anglickým scholastickým filosofem a vědcem. Patří mezi vrcholné představitele pozdní scholastiky.
Bacon získal rozsáhlé vzdělání na univerzitách v Oxfordu a Paříži ve všech tehdy pěstovaných oborech, matematice, lékařství a především ve scholastické filozofii. Ve svých dílech však ostře kritizoval názory vrcholných scholastiků, především Alberta Velikého a Tomáše Akvinského, a na základě nominalismu vyzdvihoval význam praktické zkušenosti a experimentu proti logické dedukci, vycházející z církevních autorit. Za největší filozofy všech dob považoval Aristotela, Avicennu a Averroa, kteří nebyli křesťany. Tomáši Akvinskému se vysmíval za jeho neznalost řečtiny a kritizoval ho za to, že psal o Aristotelovi, aniž by znal jazyk, kterým sepsal svá díla. Dále vytýkal scholastikům, že jsou málo znalí matematiky, která je podle něho základem všech věd.
Bacon se nejraději osobně zabýval fyzikálními pokusy a dospěl k mnoha základním poznatkům (například k zákonu o odrazu světla a lomu paprsků). Jeho názory a především experimenty však vyvolaly podezření církve i jeho vlastního františkánského řádu. Proto mu bylo zakázáno, aby své objevy zapisoval a šířil je dále. Přitom se Bacon ve svých spisech jevil jako křesťan, věrný církvi, který chtěl svým učením podpořit katolickou víru. Tvrdil, že jeho filozofie jí může být větší oporou než tomistická teologie. Je ovšem otázkou, zda to bylo myšleno upřímně, nebo zda šlo jen o to, jak odvrátit nepřízeň církve. Prakticky však podkopal základy celé scholastiky.
Později Bacon strávil deset let ve vyhnanství ve Francii, které bylo zřejmě trestem za to, že zákazu neuposlechl. Po návratu do Anglie byl uvězněn na doživotí a ve vězení zřejmě také zemřel.

## Dílo
- Opus maius (Větší dílo)
- Opus minus (Menší dílo)
- Opus tertium (Třetí dílo)